# عبد الله الخلاف
عبد الله الخلاف (24 مايو 1978) هو مذيع وإعلامي وناشط شيعي مقيم في لندن ويعمل على تقديم البرامج في قناتي فدك وصوت العترة التابعتين لهيئة خدام المهدي التي أسَّسها رجل الدين الشيعي الكويتي الأصل ياسر الحبيب. وينتمي الخلَّاف لعائلة تنتمي إلى فئة البدون وقد خرج سنة 2008 من الكويت بجواز سفر عراقي مزور وهاجر إلى المملكة المتحدة حاصلاً فيها على اللجوء السياسي، والتحق بجماعة هيئة خدام المهدي التي يرأسها ياسر الحبيب، الذي سبقه بالهجرة إلى لندن حين أصدرت بعض الأحكام القضائيَّة بحقه مما اضطره للخروج غير القانوني من الكويت.
اشتهر بتغريداته في موقع التواصل الاجتماعي (تويتر)، وكان لكلامه السلبي بحق أبي بكر وعمر بن الخطاب وعائشة من الصحابة الذين يحترمهم الطائفة السنيَّة أثر في إثارة بعض الجهات السنية، وقد طالبت البعض الجهات الكويتيَّة الرسمية بإحالة الخلّاف إلى النيابة العامة.
وقد اكتسب الخلَّاف زخماً إعلامياً في الإعلام الغربي حيث اقتطعت بعض المقاطع من برامجه التي يقدّمها وترجمت إلى الإنجليزيَّة، ومنها ما إدَّعاه بأنه فتوى وهابيَّة -حسب تعبيره- تبيح اللواط من أجل الجهاد.